# 傑氏刺蝦蛄
傑氏刺蝦蛄（学名：Acanthosquilla dreijardi）为矮蝦蛄科刺蝦蛄屬下的一个种。